# Policijska uprava Murska Sobota
Policijska uprava Murska Sobota je policijska uprava slovenske policije s sedežem na Arhitekta Novaka 5 (Murska Sobota). Trenutni (2017) direktor uprave je mag. Damir Ivančić.

## Zgodovina
Policijska uprava je bila ustanovljena 27. februarja 1999, ko je pričel veljati Odlok o ustanovitvi, območju in sedežu policijskih uprav v Republiki Sloveniji.

## Organizacija

### Splošne postaje
Pod policijsko upravo Murska Sobota spada 5 policijskih postaj, in sicer:
- Policijska postaja Murska Sobota
- Policijska postaja Gornji Petrovci (ustanovljena 1. oktobra 2008 z reorganiziranjem policijskega oddelka Hrastnik)[2]
  - Policijska pisarna Beltinci
  - Policijska pisarna Cankova
  - Policijska pisarna Rogašovci
- Policijska postaja Gornja Radgona
  - Policijska pisarna Sveti Jurij ob Ščavnici
- Policijska postaja Lendava
  - Policijska pisarna Dobrovnik
- Policijska postaja Ljutomer
  - Policijska pisarna Razkrižje

### Mejna policija
- Postaja mejne policije Dolga vas
- Postaja mejne policije Gederovci
- Postaja mejne policije Hodoš
- Postaja mejne policije Lendava
- Postaja mejne policije Petišovci

### Posebne postaje
- Policijska postaja za izravnalne ukrepe Murska Sobota
- Postaja prometne policije Murska Sobota